# Trafalgar Park
Trafalgar Park – stadion znajdujący się w Nelson w Nowej Zelandii, przeznaczony głównie do rozgrywek rugby union zarówno na poziomie krajowym, jak i międzynarodowym.

## Historia
Idea osuszenia mokradeł u ujścia rzeki Maitai do Zatoki Tasmana w celu wykorzystania jej do celów sportowych pojawiła się po raz pierwszy w 1884 roku. Rok później założono Athletic Ground Company, sprzedając w niej udziały o wartości jednego funta. Trafalgar Park powstał zatem w 1888 roku na ośmiu akrach oszuszonych mokradeł jako teren do uprawiania sportu, w szczególności krykieta, kolarstwa, lekkoatletyki i różnych odmian futbolu. Oficjalne otwarcie miało miejsce 21 kwietnia 1888 roku, po którym odbyło się inauguracyjne spotkanie w obecności około trzystu widzów. Tydzień później zaś swój pierwszy mecz rozegrał tam najstarszy nowozelandzki klub rugby, Nelson RFC, a 17 marca 1898 roku odbyły się pierwsze zawody lekkoatletyczne. Rozpoczęto następnie prace nad przystosowaniem obiektu do zawodów krykietowych oraz kolarskich. Athletic Ground Company wkrótce jednak popadła w kłopoty finansowe i oddała ten teren w hipotekę, z której wykupiły go zgodnie z Trafalgar Park Purchasing Act 1891 za kwotę ponad 1660 funtów władze miasta. Przeznaczyły na to za zgodą parlamentu środki pozostałe z funduszu na rzecz wdów i sierot z pierwszej wojny Taranaki. Rok później dar Thomasa Cawthrona, miejscowego biznesmena i filantropa, pozwolił radzie miasta na wykup dodatkowego gruntu dla celów rozbudowy, po której Trafalgar Park stał się najważniejszym obiektem sportowym miasta – goszczącym rozgrywki w krykiecie, lekkoatletyce, futbolu i kolarstwie.
W latach pięćdziesiątych XX wieku Nelson Rugby Union uzyskał wieloletnią dzierżawę obiektu i we współpracy z władzami miasta na stadionie zostały zbudowane dwie trybuny – kryta i odkryta. W latach osiemdziesiątych ponownie uzyskano grunt z terenów zalewowych, co pozwoliło na wytyczenie drugiego boiska. W 1996 roku ukończono budowę Trafalgar Park Pavillon, który polepszył infastrukturę stadionu, na którym rok później pojawiło się pierwsze sztuczne oświetlenie.
Warunkiem uczestnictwa miejscowej drużyny w National Provincial Championship był remont stadionu doprowadzający go do wymogów New Zealand Rugby Union, toteż w marcu 2005 roku przedstawiono projekt, którego realizacja miała kosztować trzy miliony NZD, z czego 2,2 mln dolarów zobowiązały się zapłacić władze miasta i regionu. Niewywiązanie się miejscowego związku rugby ze współfinansowania przebudowy spowodowało zmianę planów – za kwotę 1,7 mln NZD powstała stała zachodnia trybuna, kolejne 0,5 mln przeznaczone zostało zaś na zakup 3000 przenośnych miejsc.
W związku z organizowanym przez Nową Zelandię Pucharem Świata w Rugby 2011 Nelson postanowiło zgłosić swoją kandydaturę do goszczenia części spotkań tego turnieju. Po raz kolejny wymagało to inwestycji w Trafalgar Park – władzom miasta w lipcu 2008 roku zostały przedstawione trzy projekty wahające się kosztowo od 2 do 20 milionów dolarów. Rada po konsultacjach z mieszkańcami początkowo wybrała wariant o wartości 7 mln NZD, okrajając go następnie do 3,8 miliona. Ta kwota miała obejmować – przy zachowaniu toru kolarskiego – ułożenie drenażu i nowej murawy, zakup elektronicznej tablicy wyników, ukształtowanie północnego nasypu ziemnego, a także wyremontowanie infrastruktury w postaci toalet, wejść i ogrodzenia. Rada zastrzegła jednocześnie, że uzależnia przekazanie dodatkowych środków w wysokości 2,55 mln po oficjalnym przyznaniu Nelson statusu miasta-gospodarza – z przeznaczeniem na oświetlenie o mocy 1200–1500 luksów, zlikwidowanie torów kolarskiego i lekkoatletycznego, stworzenie dodatkowych miejsc po likwidacji wschodniej trybuny i zwiększenie liczby miejsc parkingowych. W 2009 roku rząd centralny dołożył 1,5 miliona NZD na dodatkowe zadania, które nie znalazły się w pierwotnym planie – zostały one zatem przeznaczone na przygotowanie stanowisk dla mediów oraz lepszy wariant oświetlenia stadionu. Główne prace zakończyły się w połowie 2010 roku i pierwsze spotkanie na odnowionym stadionie, w którym Tasman Makos podejmowali zespół Canterbury odbyło się 21 sierpnia.
Cała inwestycja zamknęła się kwotą 7,4 miliona NZD, 1% powyżej założonego budżetu. Po jej zakończeniu stadion mógł się poszczycić pierwszą w Nowej Zelandii murawą ułożoną na podkładzie ze sproszkowanego szkła pochodzącego z recyklingu. Osiem słupów oświetleniowych, zawierających łącznie 192 lampy Philips o mocy 2 kW każda, dawały natomiast około trzykrotnie większą jasność w porównaniu do poprzedniego oświetlenia. Używając przenośnych trybun na meczach Pucharu Świata mogło zasiąść 18 000 widzów.
Pod koniec stycznia 2013 roku burmistrz miasta zaproponował wybudowanie wschodniej trybuny na 2000–5000 osób, mieszczącej też loże i pomieszczenia klubowe.

## Rugby union
Stadion jest jednym z dwóch obiektów, obok Lansdowne Park w Blenheim, na których domowe spotkania rozgrywa zespół Tasman Makos występujący w National Provincial Championship.
Okazjonalnie na Trafalgar Park rozrywane są spotkania w ramach Super Rugby, a w związku ze zniszczeniem Lancaster Park podczas trzęsienia ziemi w Canterbury, które miało miejsce w lutym 2011 roku, gospodarzem na nim była drużyna Crusaders. Podobnie było w 2015 roku, gdy na AMI Stadium organizowane były mecze piłkarskich mistrzostw świata U-20.
Początkowo miał gościć dwa spotkania Pucharu Świata w Rugby 2011, otrzymał jednak jeszcze jedno spotkanie przeniesione z Christchurch.

## Inne dyscypliny sportowe
Stadion od początku XX wieku był areną wielu wydarzeń lekkoatletycznych ściągających tysiące widzów, a wśród startujących zawodników byli Marjorie Jackson, Ralph Doubell, Judy Pollock, John Walker, Peter Pearless, Karl Fleschen, Detlef Uhlemann, Dick Quax, Klaus-Peter Hildenbrand, Raelene Boyle, Bronisław Malinowski czy Irena Szewińska. W styczniu 1977 roku w jednym z mityngów wystąpiło sześciu medalistów olimpijskich, w 1963 roku gościł natomiast wyścig sztafetowy 4 × 1 mila, w którym Murray Halberg, Peter Snell, Bill Baillie i John Davies ścigali się z zawodnikami University of Oregon, ówczesnymi rekordzistami świata. To wydarzenie przekonało Roda Dixona do kariery lekkoatletycznej, ukoronowanej brązowym medalem w Monachium. Przez kilkadziesiąt lat ze stadionem związany był olimpijczyk z LIO 1948, medalista Igrzysk Imperium Brytyjskiego 1950, a następnie trener – Harold Nelson. W związku z przebudową Trafalgar Park dla potrzeb rugby, lekkoatletyka przeniosła się na Saxton Field.
Na stadionie rzadko rozgrywane są mecze piłki nożnej. W 1978 roku był on jednak areną finału Chatham Cup – nowozelandzkich rozgrywek pucharowych. Kolejne piłkarskie spotkanie odbyło się na nim ponad trzydzieści lat później – 16 stycznia 2011 roku obiekt gościł bowiem zespoły Canterbury United i Team Wellington w meczu New Zealand Football Championship sezonu 2010/11.
Okazjonalnie Trafalgar Park jest stadionem domowym krykietowej drużyny Central Districts Stags występującej w mistrzostwach kraju.
W ramach przygotowań do sezonu National Rugby League w lutym 2016 roku New Zealand Warriors rozegrali na stadionie pojedynek z St George Illawarra Dragons.

## Inne
Na stadionie organizowane są także imprezy muzyczne, w tym cykliczny koncert Opera in the Park, którego gwiazdą w 2008 roku była Kiri Te Kanawa.
16 stycznia 1954 roku na Trafalgar Park odbyła się uroczystość z okazji pierwszej w historii miasta wizyty brytyjskiego monarchy.